# Richard Cœur de Lion (semi-opéra)
Pour les articles homonymes, voir Richard Cœur de Lion (homonymie).
Richard Coeur de Lion: An historical romance est un semi-opéra de 1786 sur un texte anglais de John Burgoyne mis en musique par Thomas Linley le vieux. Il a été créé au Théâtre de Drury Lane en octobre 1786. Il est une traduction du livret de Michel-Jean Sedaine pour l'opéra Richard Cœur-de-Lion d'André Grétry qui traite de la vie du monarque anglais Richard Ier avec une fin significativement modifiée. L'œuvre a connu un grand succès. Elle a été représentée 43 fois et a été reprise sept fois avant la fin du siècle. En revanche la version rivale représentée au Covent Garden Theatre à la même époque a été un échec.

## Source
- (en) Cet article est partiellement ou en totalité issu de l’article de Wikipédia en anglais intitulé « Richard Coeur de Lion (play) » (voir la liste des auteurs).